# Cyrilla silvae
Cyrilla silvae är en tvåhjärtbladig växtart som beskrevs av Berazaín. Cyrilla silvae ingår i släktet Cyrilla och familjen Cyrillaceae. Inga underarter finns listade i Catalogue of Life.